# Dawlish

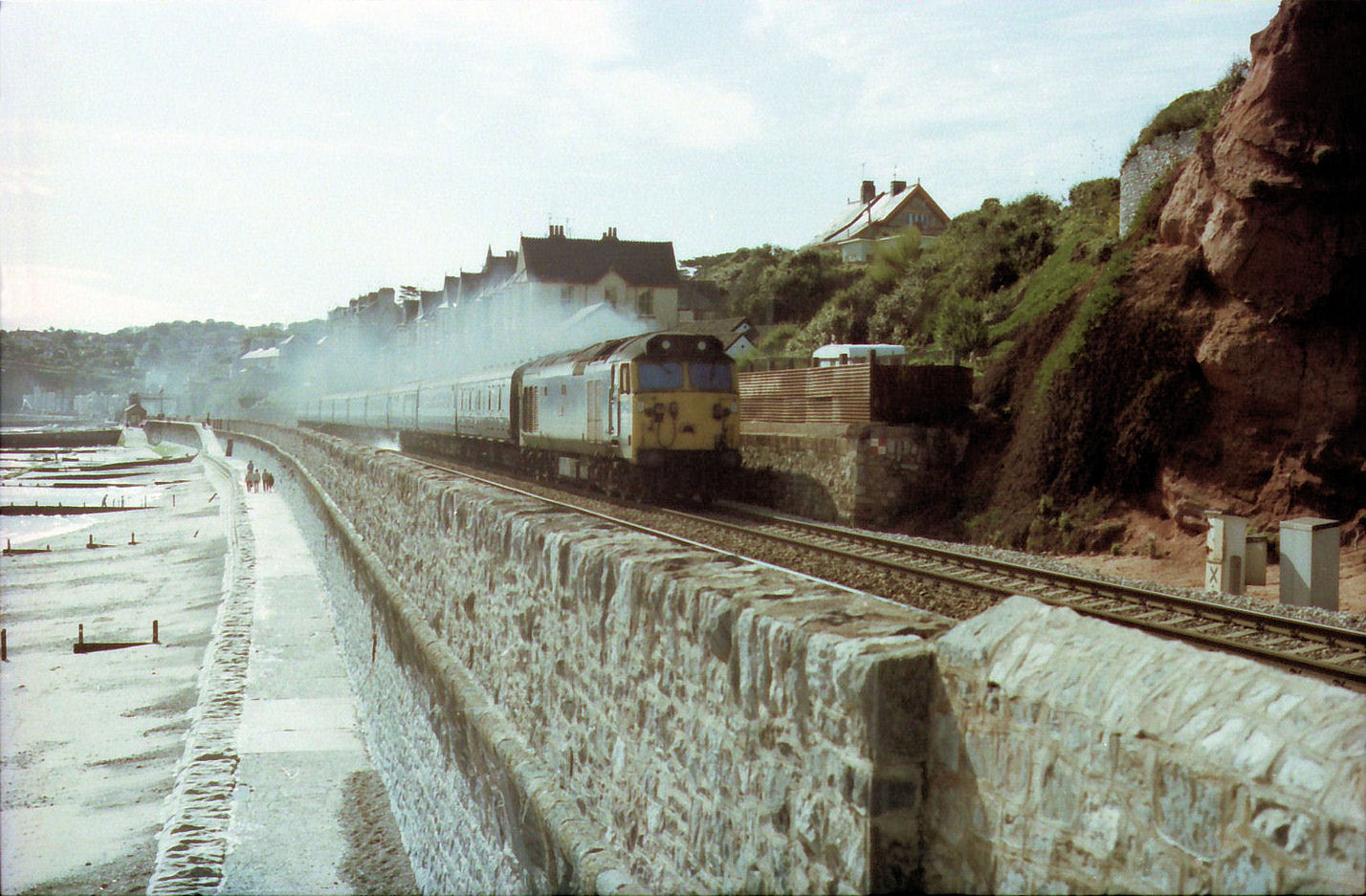
Seemole von Dawlish

Dawlish (IPA: [ˈdɔːlɪʃ]) ist eine Kleinstadt an der Südküste von Devon, Südengland, ca. 15 Kilometer von Exeter entfernt.

## Geographische Lage
Dawlish liegt an der Mündung des kleinen Flusses Dawlish Water (auch The Brook genannt), zwischen einem Rotsandsteinkliff und einer vorgelagerten Sandbucht. Letztere wird begrenzt von der „South Devon Railway sea wall“, der wahrscheinlich meistfotografierten Eisenbahnstützmauer im Vereinigten Königreich. Auf diesem Eisenbahndamm verkehren seit der Jahreswende 1846/47 die Züge der South Devon Railway Company. An ihr entlang führt der South West Coast Path. Hinter dem Damm, der Stadt zugewandt, befindet sich ein kleiner, öffentlicher Park namens The Lawn.
Entlang der Küste in Richtung Südwest beginnt ein landschaftlich reizvoller Teil Südwest-Englands, der bald darauf in die Englische Riviera übergeht. Nach Nordosten liegt in ca. 2 Kilometer Entfernung der Erholungsort Dawlish Warren, der durch die Strandpromenade verbunden ist.
Dawlish ist bekannt für seine Schwarzschwäne, die zusammen mit anderen exotischeren Wasservögeln am Unterlauf des Dawlish Water leben.

## Geschichte
Erste Ansiedlungen sind bereits vor Christi Geburt nachgewiesen, sie lagen aber oberhalb des heutigen Siedlungsraumes an den Hängen der umgebenden Hügel. Seine ersten Bewohner dürften vom Fischfang und der Salzgewinnung gelebt haben. Der Ortsname hat sich im Laufe der Zeit immer wieder verändert. Der ältesten nachweislichen Überlieferung her dürfte der Name Deawlisc geheißen haben. Das heißt so viel wie Devilwater, also Teufelswasser. Weitere Namensdeutungen sind im Domesday Book nachzulesen.
Um 800 n. Chr. überfielen die Dänen die Region, ließen den Ort aber unberührt. Von 1050 bis ins 19. Jahrhundert gehörte Dawlish zur Kathedrale von Exeter.
Mit der Eröffnung der Eisenbahnstrecke entlang der Südküste durch die South Devon Railway Company setzte ein signifikanter Aufschwung im Ort ein. Durch die Eisenbahn kamen die Städter und der Ort wurde zu einem beliebten Badeort.

## Verkehr

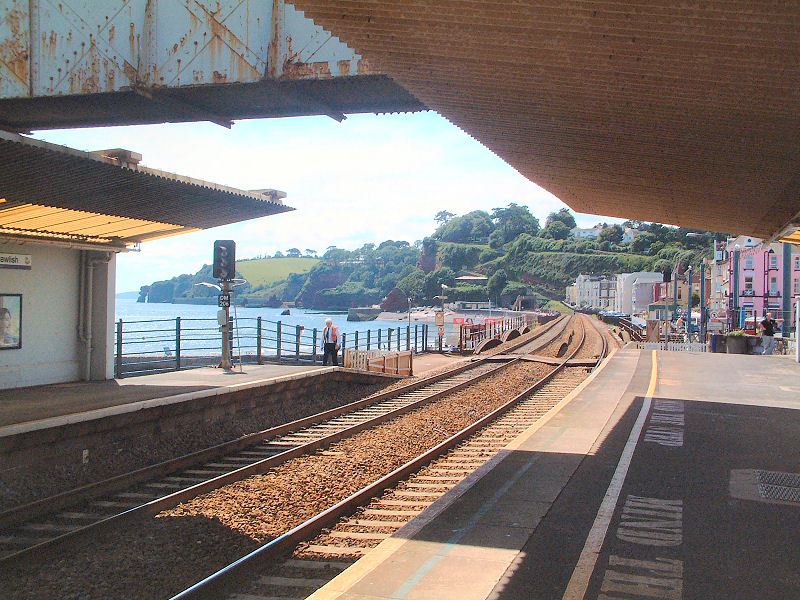
Blick vom Bahnhof Dawlish nach Südwesten zum Tunnelabschnitt der Strecke

Der Bahnhof Dawlish befindet sich im Stadtzentrum neben dem Strand. Die hier abfahrenden Züge bedienen die meisten Stationen in Devon und fahren nach London und weiter entfernt. Die Strecke ist wegen ihrer natürlichen Schönheit eine der bekanntesten in England, allerdings sind die Unterhaltskosten für Network Rail unter den höchsten aller Strecken, was auf die ständige Bekämpfung der Küstenerosion zurückzuführen ist. Ein Sturm spülte 1974 einen Großteil des Bahnsteiges weg. Starker Wellengang während der Winterstürme Nadja und Petra im Februar 2014 brachte die Mole zum Kollabieren und spülte einen Abschnitt der Bahnstrecke davon, sodass die Gleise in der Luft hingen. In diesem Zusammenhang wurden Fragen aufgeworfen, was die Anfälligkeit der South Devon Railway Sea Wall für Sturmschäden angeht. Weiterhin wurden Vorschläge gemacht, die Bahnstrecke nach Plymouth weiter ins Landesinnere zu verlegen, entweder durch die Wiederinbetriebnahme der stillgelegten Bahnstrecke über Okehampton und Tavistock, der Wiedereröffnung der früheren Teign Valley Line oder der Neubelebung eines Projektes aus den 1930er Jahren zum Bau der Dawlish Avoiding Line.
Die A379 führt parallel zur Bahnstrecke durch den Ort.

## Städtepartnerschaften
Es besteht seit 1977 eine Städtepartnerschaft zu der ca. 250 Kilometer südlich gelegenen bretonischen 7800-Einwohner-Stadt Carhaix-Plouguer.

## Dawlish in der Literatur
Jane Austen verbrachte 1802 einen langen Urlaub in Dawlish und beschwerte sich Jahre später in einem Brief uber die „besonders mitleidige und ärmliche Bibliothek“ der Stadt. Sie erwähnte die Stadt mehrfach in ihrem 1811 erschienenen Roman Verstand und Gefühl. In Charles Dickens’ Roman Nicholas Nickleby (1838–39) erbt der Protagonist eine kleine Farm bei Dawlish. Die Schriftstellerin Margaret Holford starb am 11. September 1852 im Alter von 84 Jahren in Dawlish.

## Persönlichkeiten
- Thomas Vowler Short (1790–1872), Geistlicher und Schriftsteller
- Charles Francis Abdy Williams (1855–1923), Organist, Violinist, Musikwissenschaftler und Musikschriftsteller